# دائرة مجدل
دائرة امجدل هي إحدى دوائر ولاية المسيلة الجزائرية. وعاصمتها مدينة امجدل.

## البلديات
تتكون الدائرة من بلديتين:
- امجدل
- مناعة